# Банкумукунзи, Нестор
Нестор Банкумукунзи (рунди и фр. Nestor Bankumukunzi) — бурундийский политический и государственный деятель, министр почты, информационных технологий, связи и СМИ в правительстве Пьера Нкурунзизы с 24 августа 2015 по 2020 г. дипломат.
Член партии «Национальный совет обороны демократии — Силы обороны демократии». С 2013 по 2015 год работал директором Национального телевидения Бурунди (RTNB).
В июне 2018 г. был избран президентом Национального совета по коммуникациям (CNC). В 2015—2020 годах — министр почты, информационных технологий, связи и СМИ Бурунди.
С 2021 года — Чрезвычайный и Полномочный Посол Республики Бурунди в Королевстве Марокко.